# سانتا ماریا لا لونجا
سانتا ماریا لا لونجا (به ایتالیایی: Santa Maria la Longa) یک کومونه در ایتالیا است که در استان اودینه واقع شده‌است. سانتا ماریا لا لونجا ۱۹٫۶ کیلومتر مربع مساحت و ۲٬۴۴۵ نفر جمعیت دارد و ۳۸ متر بالاتر از سطح دریا واقع شده‌است.